# Косоворотка

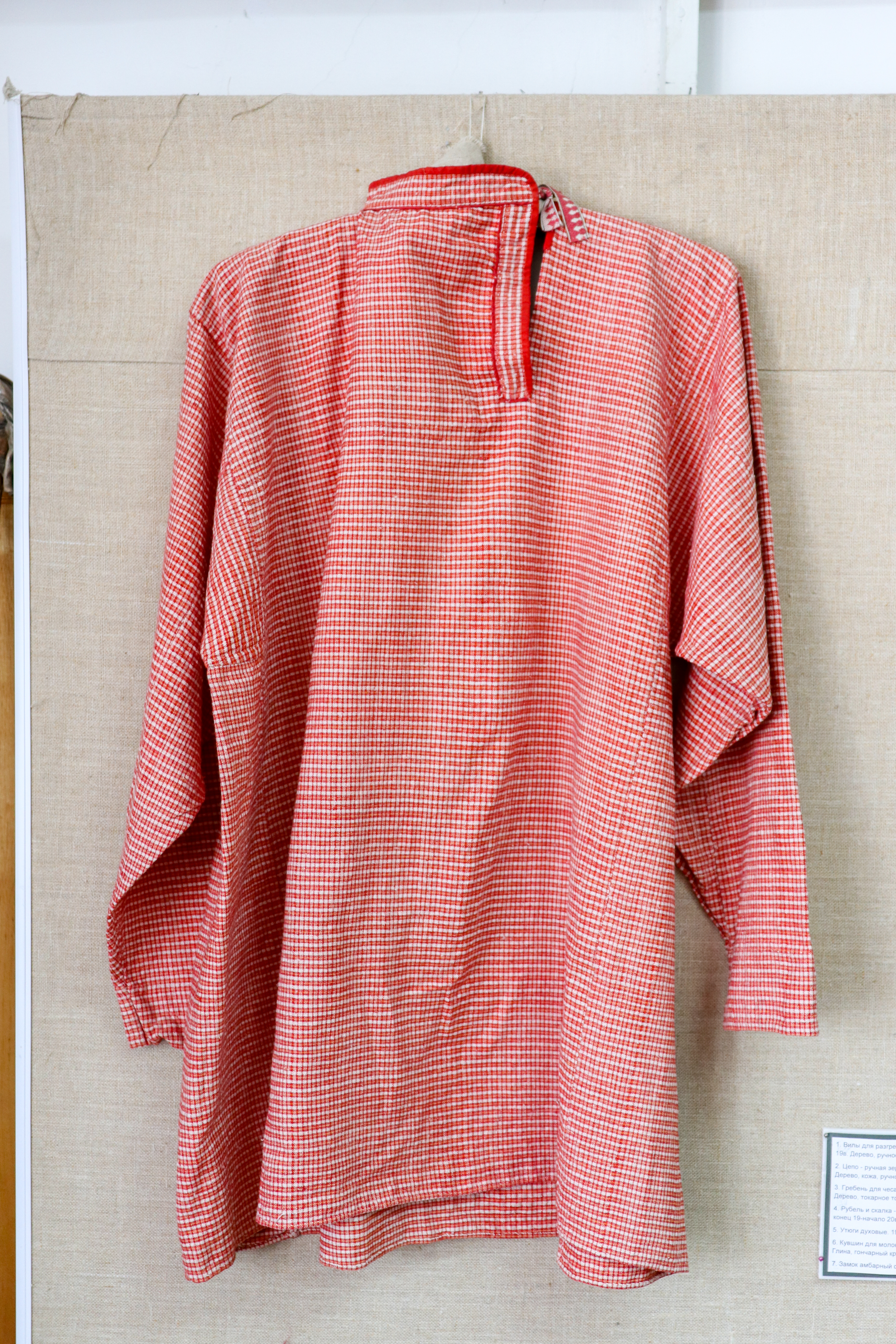
Косоворотка из клетчатой ткани, из собрания Пятигорского краеведческого музея

Косоворо́тка (вологодск. туговоро́тка, омск. комра́тка) — рубаха с косым воротом, то есть с разрезом сбоку, а не посередине, как у обычных рубашек, предмет русского народного костюма.

## Этимология
Собственно термин «косоворотка» впервые фиксируется в четырёхтомном «Словаре церковно-славянского и русского языка» (1847 г.), составленном Вторым отделением Академии Наук. До этого по отношению к подобной рубахе применялись обозначения «русская рубаха» и «с косым воротом».

## Описание

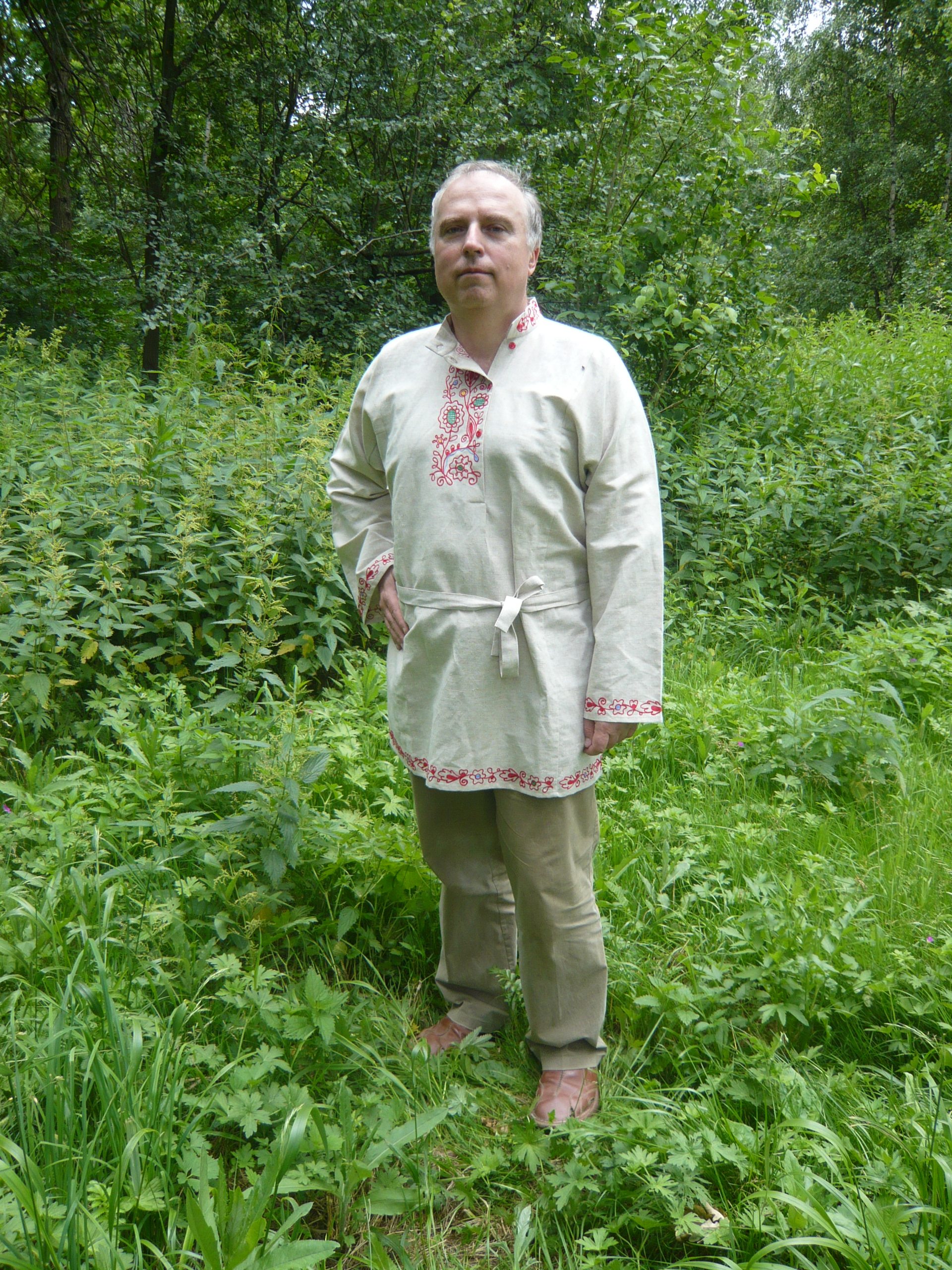
Мужчина в косоворотке из льна с хлопком

Косоворотка представляет собой туникообразную рубаху до колен (позднее — до бёдер), состоявшую из перегнутого по утку́ полотнища, покрывавшую грудь и спину, соединявшуюся на боках с помощью двух кусков ткани, а на рукавах — с помощью ластовиц (они же ластовки), часто из красной ткани, а также из того же материала, что и остальная рубаха. На верхнюю часть рубахи подшивали подоплёку — подкладку квадратной или треугольной формы длиной 25—30 см, предотвращавшую от истирания, и зачастую игравшую декоративную функцию, так как она могла обильно вышиваться. Впоследствии, в конце XIX века под влиянием городской моды входят в обиход рубахи с кокеткой. Косоворотки носили навыпуск, не заправляя в брюки (исключением были поморские молодые парни в конце XIX и начале XX веков, помимо ношения навыпуск, заправлявшие рубаху в штаны, поддерживаемые ремнём или подтяжками; мужчины средних лет и старики носили рубахи только навыпуск), и подпоясывались шёлковым шнуровым поясом или тканым поясом из шерсти. Пояс мог иметь на концах кисти. Завязка пояса располагалась с левой стороны. Косоворотки иногда расшивались по рукавам, подолу и вороту; для удобства шага подол мог иметь разрезы по боками. Подол мог достигать разной длины в зависимости от возраста носившего рубаху: так, старики носили рубахи длиной до колена, юноши и мужчины средних лет — с подолом на 10—15 см выше коленей. В вышивке использовался геометрический или растительный орнамент. У косоворотки разрез с застёжкой был, как правило, смещён влево, реже вправо и имел длину 14—18 см. Появление косого ворота связывают с византийским влиянием, однако по версии историка и культуролога академика Дмитрия Лихачёва, разрез сбоку на косоворотке создавался специально для того, чтобы нательный крестик не выпадал во время работы.

Дмитрий Сергеевич поддержал меня. И самым неожиданным образом. Он заговорил о русской рубахе-косоворотке, разрез которой, оказывается, не случайно расположен не посередине груди, а смещён в сторону. Именно для того, чтобы цепочка и нательный крест не вываливались наружу!— Илья Фоняков «Воспоминания о Д. С. Лихачёве»
Рубаха могла иметь стоячий воротник высотой примерно 2,5—3 см (детские рубахи Новгородской губернии имели воротник высотой 1,5—2,5 см), застёгивавшийся на одну пуговицу, а позднее — на ряд из нескольких. Косоворотки, не имевшие стоячего воротника, назывались голошейками и всегда застёгивались на одну пуговицу, ворот и нагрудный разрез обшивался тесьмой или кумачовой лентой. Считается, что голошейки — самый древний вид косоворотки. Полотняные косоворотки традиционно широко использовались в России в гражданском обиходе, являясь синонимом русской мужской рубахи, а также в качестве нижнего солдатского белья. Согласно описаниям иностранцев (например, Джайлса Флетчера), существовал обычай ношения двух рубах — нижней (срачицы), не украшавшейся и изготовлявшейся из лёгкой ткани; и верхней (верхницы), украшавшейся вышивкой.
Рукава у косоворотки изначально были прямые, без сборок (как и у кисти, так и у плеча) и манжет. Также встречаются рубахи с рукавами, пришитыми в сборку у плеча, и значительно реже — со сборками у кисти. Впоследствии появились косоворотки с манжетами.
Гали Маслова на основе этнографических данных выделяет четыре типа мужской рубахи:
1. туникообразный — самый известный и самый распространённый тип;
2. с прямыми поликами;
3. с узкими нашивками на плечах;
4. на кокетке.

Также Маслова подразделяет рубахи на имеющие бочки и без бочков, которые встречались редко, состояли из одного перегнутого широкого полотнища и изготовлявшиеся преимущественно из фабричной ткани. В свою очередь, рубахи с бочками подразделяются на:
1. с прямыми цельными бочками — наиболее распространённый тип;
2. со скошенными боковыми полотнищами — появились позднее и вытеснили рубахи с прямыми цельными бочками;
3. с бочками, выкроенных «в замо́к», были распространена в Псковской и Новгородской губерниях;
4. с боковыми клиньями, вставленными с каждой стороны сзади между средним и боковыми полотнищами, и прямыми бочки, расширенными встав кой клиньев и пришивавшимися в сборку;
5. «колошкой» — боковые полотнища перегибаются на плечах так же, как и центральное, рукава прямые, разрез ворота прямой, без воротника. Данные рубахи встречались и в Беларуси (например, в Минской губернии).

В Нижегородской губернии в качестве праздничных использовались рубахи с косыми бочками.
Рубахи изготовлялись из льняного и конопляного холста. Это наиболее древний вид материала для пошива рубах. В XVIII — начале XIX в. в быту применялась узорная крашеная ткань-набойка, преобладающей была синяя ткань с белым узором.
Косоворотка явилась основой для возникновения в 1880 году гимнастёрки. Гимнастёрка была впервые введена в Туркестанском военном округе в 1880 году, когда на русскую полотняную косоворотку, выдававшуюся солдатам для гимнастических занятий, прикрепили погоны и разрешили её носить вместе с поясной и плечевой портупеей в строю и вне строя.

## Происхождение и история

Трофейная косоворотка-голошейка, захваченная шведами в битве при Нарве 1700 г., хранится в стокгольмском Ливрусткаммарене

Рубаха — древнейший элемент славянского костюма. Слово «рубаха», по всей видимости, происходит от слова «руб», означающее отрез ткани, и в свою очередь происходящее от глагола «рубить» (праслав. rǫbiti). Впоследствии этот корень послужил основой для названия предмета одежды. Детская одежда в древней Руси зачастую состояла из одной рубашонки. Древняя восточнославянская рубаха была туникообразной, обладала прямыми рукавами и прямым разрезом посередине ворота.
Очевидно, этот тип русской рубахи появился не раньше XV в., так как именно тогда появляются первые изображения рубахи с такой застёжкой. Однако археологические находки остатков рубах в мужских погребениях Владимиро-Суздальского княжества и Новгородской земли свидетельствуют о том, что рубахи с косым воротом существовали ещё в конце XI-середине XII веков. Рубахи со стоячим воротом имели круглый разрез, а голошейки — прямоугольный, круглый или трапециевидный. Большинство воротником имели разрез слева, реже — справа или посередине. О косом разрезе свидетельствуют наличие украшенных воротом и бронзовых пуговиц (в том числе и золочёных). Стоячие воротники имели жёсткую основу из кожи или бересты, некоторые из них достигали от 2,5-4 см до 7 см. Существование косого разреза и стоячего ворота может быть объяснено византийским влиянием, например, на тунике-далматике XII в., хранящейся в венском музее истории искусств, присутствует стоячий воротник с косым вырезом, украшенный аналогично, как и воротники на русских рубахах того же периода (хотя рубахи со скошенным вбок воротом встречаются и в древнескандинавских и древнегерманских погребениях, как, например, в Бернутсфельде (Германия) и Гуддале (Норвегия)); также высказывались версии о восточном, в частности, татарском характере происхождения рубахи, хотя они безосновательны, поскольку для татар одежда с косым разрезом не характерна, а для их предков — тюрок и многих других кочевых племён и народов Евразии была характерна распашная одежда, к которой рубаха не относится). Советский историк-славист Артемий Арциховский считал, что впервые косоворотка изображена на миниатюре Псковского Устава (ориентировочно XI-XII вв.), изображающего отдыхающего крестьянина-смерда. Однако данное предположение довольно спорно, и если действительно в псковской миниатюре изображена косоворотка, то для того времени она была не очень распространённой.
Согласно тем же археологическим находкам, косоворотка набирает популярность в XVI—XVII веках, тогда она, как и рубахи того времени с прямым разрезом, застёгивалась на ряд разговоров — петель-застёжек с прикреплёнными к ним пуговицами. Разговоры изготовлялись либо из свёрнутой ткани, либо из сплетённого из ниток сутажа; один конец образовывал петлю, а другой — клубок, служивший пуговицей. Тем не менее, рубахи с прямым разрезом всё ещё доминируют над косоворотками. Как правило, находки рубах фрагментарны, лучше сохраняются декоративные элементы, а не основная ткань, но известны минимум три дошедшие до нашего времени косоворотки-верхницы из собрания Государственного Исторического Музея: две мужских и одна мальчишеская, все они белого цвета и украшены вышивкой, в первой и третьей ластовицы выполнены из красной тафты. Однако и благодаря фрагментам находок можно вполне достоверно реконструировать покрой русских рубах того времени. Как и в случае археологических находок, так и в случае полностью дошедших рубах, они зачастую украшены вышивкой (в т. ч. и золотным шитьём) по вороту, краям рукавов, а иногда и швам, благодаря чему вполне отчётливо можно различить подоплёку. В вышивке, как правило, используется тамбурный шов. Ворот скошен вправо, исключением является детская рубаха из ГИМа с разрезом слева. Одной из характерных особенностей рубах того времени является разрез-шлица спереди и сзади, не встречающийся на экземплярах рубах более позднего времени. Другим характерным элементом являются вошвы — декоративные нашивки на рукавах, также не появляющиеся на позднейших рубахах. Вырез на рубахах XVI-XVII веков, а также на русских средневековых рубахах довольно глубокий, в дальнейшем он укоротился, равно как и длина подола: и археологические находки, и сохранившиеся полностью экземпляры свидетельствуют, что рубаха доходила до колен или ниже. Наибольшее количество находок рубах того времени происходит из Москвы — 24 экземпляра. В XVI—XVII веках воротник рубахи назывался ожерельем или сорочкой. Приведённая выше косоворотка из собрания Ливрусткаммарена, судя по всему, является нижней рубахой, сшитой из льна.

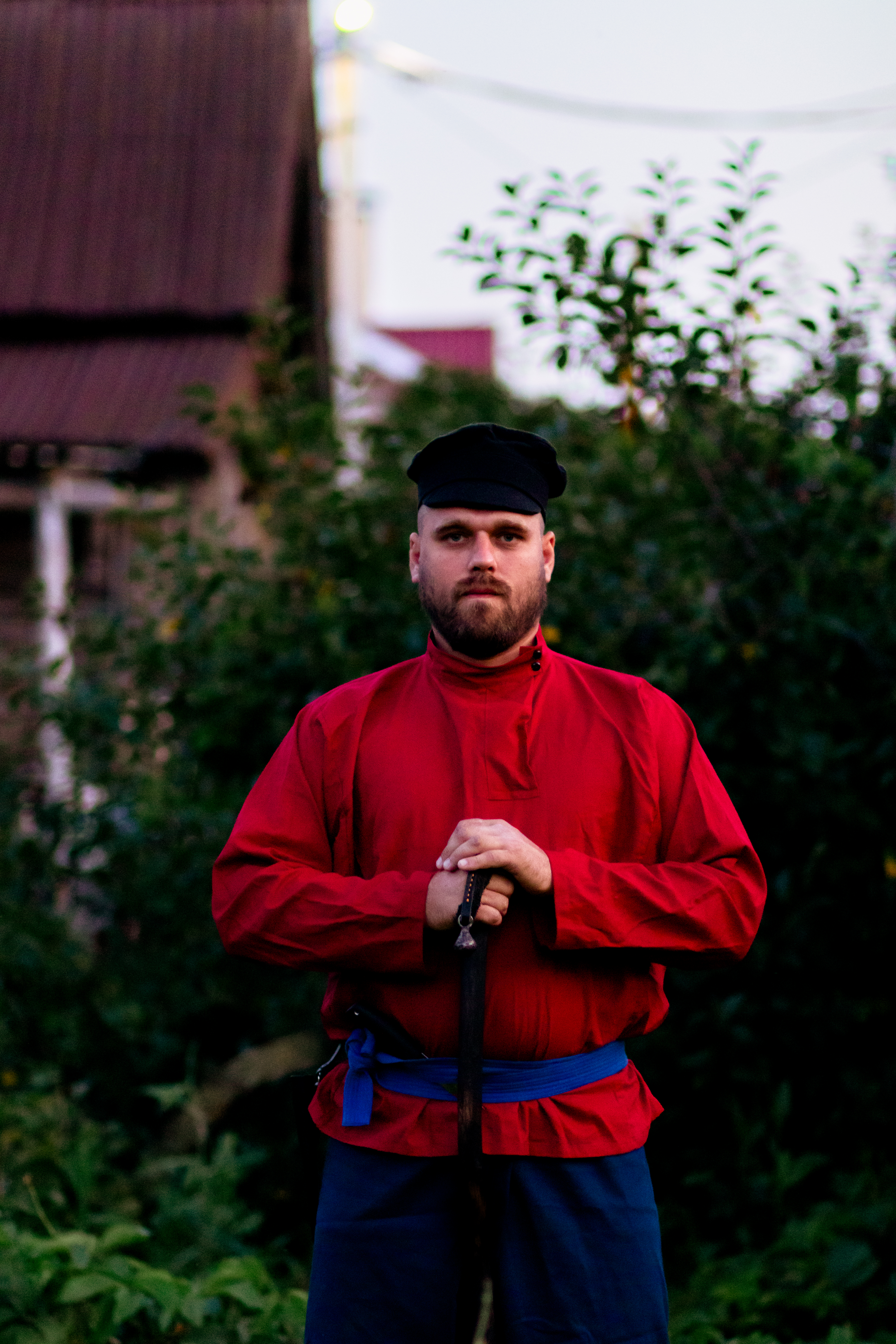
Мужчина в красной косоворотке

Во всяком случае, косоворотка как модная и праздничная рубаха у русских в большинстве регионов России вытеснила ещё в XIX в. издавна существовавшую у русских рубаху с прямым разрезом на груди, в середине-конце того же столетия рубахи со стоячим воротом вытеснили голошейки, однако последние долго сохранялись в Тверской губернии. В это время даже мальчики из дворянских семей в возрасте примерно 2—5 лет, а то и старше, могли носить косоворотку и подобные широкие рубахи в сочетании с широкими штанами. Начиная с конца 1830-х годов косоворотка, как традиционная русская рубаха переживает своего рода ренессанс среди элит, её начинают носить в среде русских писателей наряду с другими предметами русской традиционной одежды. Особенно косоворотка полюбилась славянофилам и революционерам-народникам. С середины XIX века встречались рубахи, сделанные из пестряди — клетчатой (например, в красно-синюю) или полосатой (например, сине-белую, в Тульской губернии называвшаяся «александрийской») пеньковой или льняной ткани. Рубахи, изготовлявшиеся из пестряди, назывались пеструхами. Особенно их любили поморы. Пестрядинные рубахи, как и белые холщовые, шили с прямыми или скошенными бочками, с прямым или косым разрезом и ластовицами из кумача или пестряди. Кроме того, холстяные косоворотки синего цвета в белый горошек и с красными ластовицами. В конце XIX века косоворотка у русских была основой любого костюма. К тому времени стали широко использоваться рубахи, сшитые из фабричных тканей. Косоворотки шили из полотна, шёлка, атласа. Рубахи были рабочими и праздничными, все зависело от богатства отделки. На будничных рубахах отделки не было. Праздничные рубахи шились из более тонкого, чем у повседневных, холста, иногда полубумажного и с кумачовыми ластовицами; а также обильно украшались вышивкой (использовались красные, чёрные и синие нити из шёлка и хлопчатобумажных тканей) и ткаными закладными узорами (достигали в ширину 5—20 см) у подола, по краю рукавов и на вороте. Особенно разнообразной вышивка стала с конца XIX века, в частности, используется вышивка по узорам буклетов парфюмерной фирмы «Брокар». Так, в Рязанской губернии, тканый узор чередовался с вышивкой «репейничком», а по краю подола пришивалось «чисменное» кружево — домашнего вязания из льняных ниток белого и розового цвета шириной 5 см. В Тульской и Смоленской губерниях подолы мужских рубах украшали кумачовой аппликацией в виде полосок, ромбов и зубчатых линий. Стоячий воротник украшали «затканкой» (тканым узором, выполненным цветной шерстью) или обшивали покупными тесьмой и кумачом. Кумачовые воротники украшались бисером и блёстками. Разрез ворота в Тульской губернии обшивали тесьмой, кумачом, сукном или цветной шерстью. В Нижегородской губернии праздничные рубахи отделывали по вороту и подолу черным и белым сутажом. Ворот украшался перламутровыми, фарфоровыми или стеклянными пуговицами. Во Владимирской и Ярославской губерниях к подолу праздничных рубах пришивалась бахрома разных цветов. В помещениях (в трактире, лавке, дома и т. д.) косоворотки носили с жилетом. Например, рабочие уральских заводов XIX века носили домотканые (повседневные) или шёлковые или кумачовые (праздничные) голошейки с круглым вырезом, ворот и вырез украшался сутажным золотным «гасником»-шнурком, поддерживавшим металлические (чаще всего — бронзовые или серебряные, реже — золотые) пуговицы. В конце XIX-начале XX вв. в связи с распространением на селе пиджаков, появляются рубахи-косоворотки с косой планкой, а чтобы подол рубахи не торчал из-под пол пиджака, он становится короче. Так, в начале XX века у поморов длина подола рубахи составляла 70—80 см. Также исчезают боковые детали, которые либо заменяются подклинком, либо сшиваются одним швом. Из города приходит втачной и фигурный рукава, и соответственно отсутствие ластовиц, плечевой шов, а в качестве используемых тканей самой модной становится красный сатин. К середине XX века косоворотка вышла из повседневного употребления (хотя в советских стандартах и руководствах по кройке и шитью ещё 1930—1950-х годов присутствовали выкройки косовороток, кроме того, они встречаются в прейскурантах магазинов одежды того времени). Начиная с 2010-х годов российские модельеры вновь обращаются к косоворотке, выпускаются модернизированные варианты, более схожие с обычными мужскими рубашками. Дизайнерские косоворотки уже нашли своих преданных поклонников, но широкой популярностью они не пользуются.
Под влиянием русского населения или русской городской моды рубаху с косых воротом переняли проживавшие компактно с русскими финно-угорские народы (например, сету, марийцы (у них, в частности, к концу XIX века косоворотка наиболее широко бытовала в качестве праздничной одежды, в это время начинают распространяться русские косоворотки из фабричных тканей), удмурты и коми-пермяки), а также украинцы (на юго-востоке страны; в частности, такую на День вышиванки 20 мая 2021 года надел президент Украины Владимир Зеленский), белорусы и молдаване (косоворотка бытовала на территории современных Каменского и Рыбницкого районов ПМР и части Кагульского района Молдовы, до 1999 года бывшего отдельным, Вулканештским районом). Однако разрез и ворот на марийских, удмуртских и коми-пермяцких рубахах скошен не влево, а вправо. Кроме того, рубахи со скошенным вправо разрезом встречаются у персов и некоторых индийских народов, но у них она появилась независимо от русских.

## Виды косовороток

### Мужские косоворотки

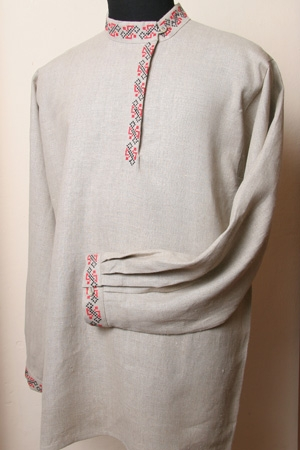
Мужская рубаха

Косоворотки мужчин представляли собой конструкцию из двух полотнищ, которые покрывали спину и грудь и были соединены на плечах четырёхугольными отрезами ткани. Все сословия носили рубахи одинакового покроя. Разница была лишь в качестве ткани.
В Российской Империи в XIX-XX вв. существовали мужские ночные рубашки с косым воротом, отдалённо похожие на дневные косоворотки, позднее существовали и косовороткоподобные пижамы.

### Женские рубахи
В отличие от мужской косоворотки, женская рубаха могла доходить до подола сарафана и называлась «стан». Существовал даже фасон женской рубахи со сборенными рукавами специально для кормления младенцев. В Сибири, например, женскую рубаху называли «рукава», потому что из-под сарафана были видны одни рукава. Женские рубахи несли различный смысл и назывались будничными, праздничными, покосными, ворожбенными, свадебными и похоронными. Женские рубахи шили из домотканины — льна, холста, шерсти, пеньки, конопли. Глубокий смысл закладывался в элементы украшения женской рубахи. Различные символы — кони, птицы, древо Жизни, ланки, растительные узоры — соответствовали различным языческим божествам. Рубахи красного цвета были оберегами от злых духов и несчастий.

### Детские рубахи
Первой пелёнкой для новорождённого мальчика служила косоворотка отца, девочки — рубаха матери. Детские рубахи старались шить из полотна ношеной рубахи отца или матери. Считалось, что сила родителей защитит младенца от порчи и сглаза. Для мальчиков и девочек рубаха выглядела одинаково — полотняная косоворотка длиной до пят. Матери всегда украшали детскую рубаху вышивкой. Все узоры обладали оберегающими смыслами. Как только дети переходили в новый этап, им полагалась первая рубаха из новой ткани. В три года — первая рубаха из новины. В 12 лет — понёва для девочек и штаны-порты для мальчиков.
На иконе «Деисус и молящиеся новгородцы», написанной ориентировочно в 1476 году, среди молящихся новгородских бояр изображены двое мальчиков, на которых надеты лишь одни рубахи, подпоясанные красным кушаком. Однако ещё в начале XIX века в некоторых местностях у восточных славян юноши до женитьбы ходили в одних рубахах длиной ниже колен. Вполне вероятно, что на одной из гравюр-иллюстраций Адама Олеария за девушкой с коромыслом изображён юноша в одной рубахе.

### Косоворотки по назначению
- Покосница: Покосница или «пожнивная» рубаха. Мужчины на Руси надевали покосницу в первый день жатвы.
- Убивальница: Убивальница — рубаха с длинными рукавами. Девушке перед венчанием неделю полагалось носить рубаху-убивальницу. В ней она оплакивала свою юность, готовилась к новой замужней жизни в чужой семье.
- Свадебная рубаха: Самая нарядная косоворотка — свадебная рубаха. Такую рубаху расшивали сложными узорами. Основной цвет орнамента — красный. После свадьбы рубаха не утрачивала своего значения. Её надевали на праздники и обряды, по обычаям бережно хранили.

### Косоворотки в старообрядчестве
В настоящее время косоворотка, наряду с кафтаном, является одеждой, надеваемой старообрядцами, во время посещения ими богослужения в храмах. В 1920-1930-х годах также использовалась туникообразная рубаха с прямым разрезом и отложным воротом, как в украинских и белорусских вышиванках. В зависимости от этноконфессиональной принадлежности крой рубахи может незначительно различаться. Так, в среде старообрядцев-«поляков» и каменщиков Алтая сохранился туникообразный крой с вошвами и квадратным вырезом с боковым разрезом и обилием вышивки, уральские часовые считают «своей» рубаху с прямым рукавом и боковой планкой, а староверы, проживающие в Новом свете (например, в США), носят рубахи «кислотных» оттенков из покупных тканей с «перехватами»-манжетами на рукавах и планкой посередине; и украшающиеся ручной или машинной вышивкой, что придаёт им уникальный вид.

## Галерея

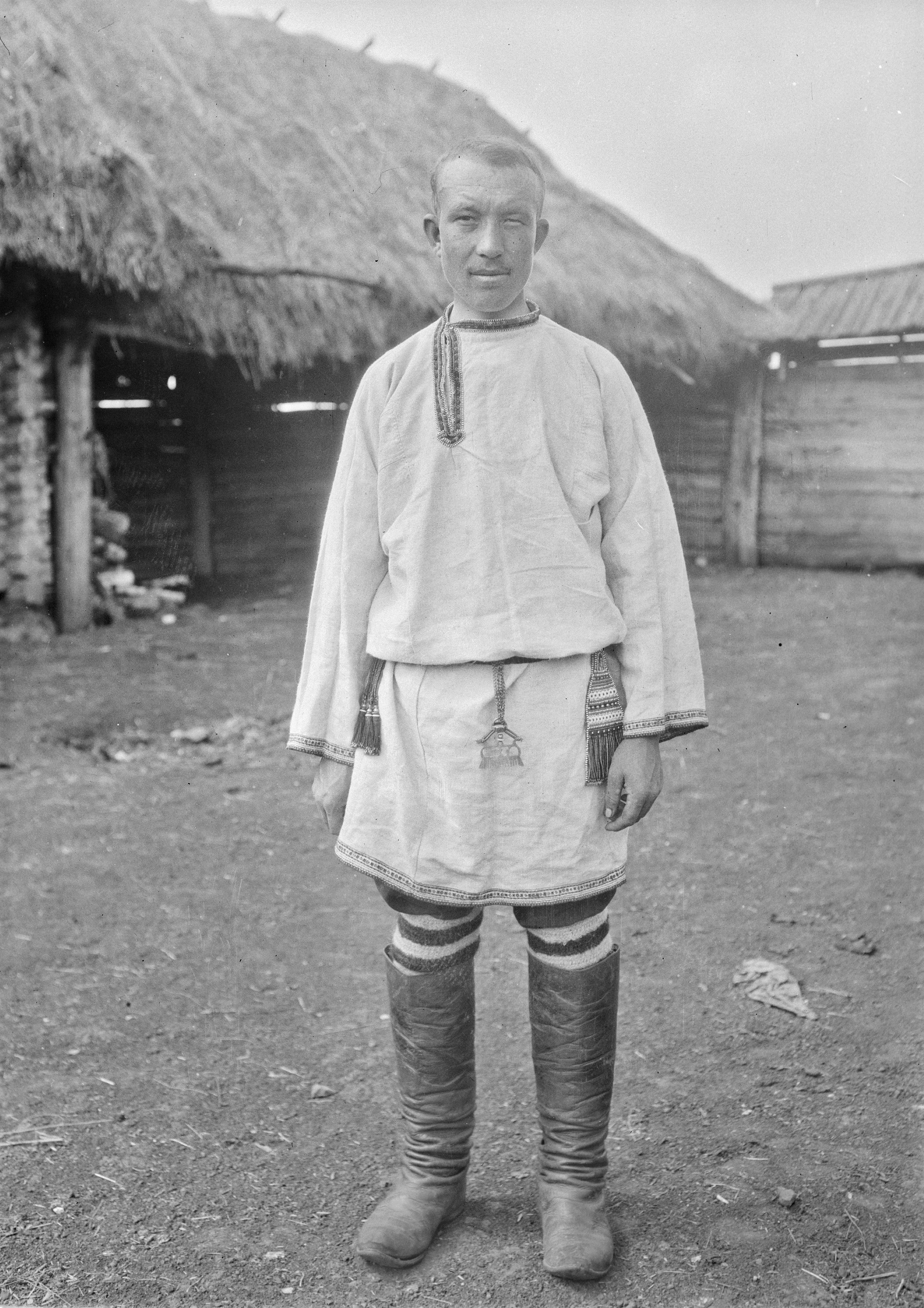
Эрзянин в костюме жениха, в косоворотке-голошейке, 1914 год (село Шентала, ныне Шенталинский район Самарской области)
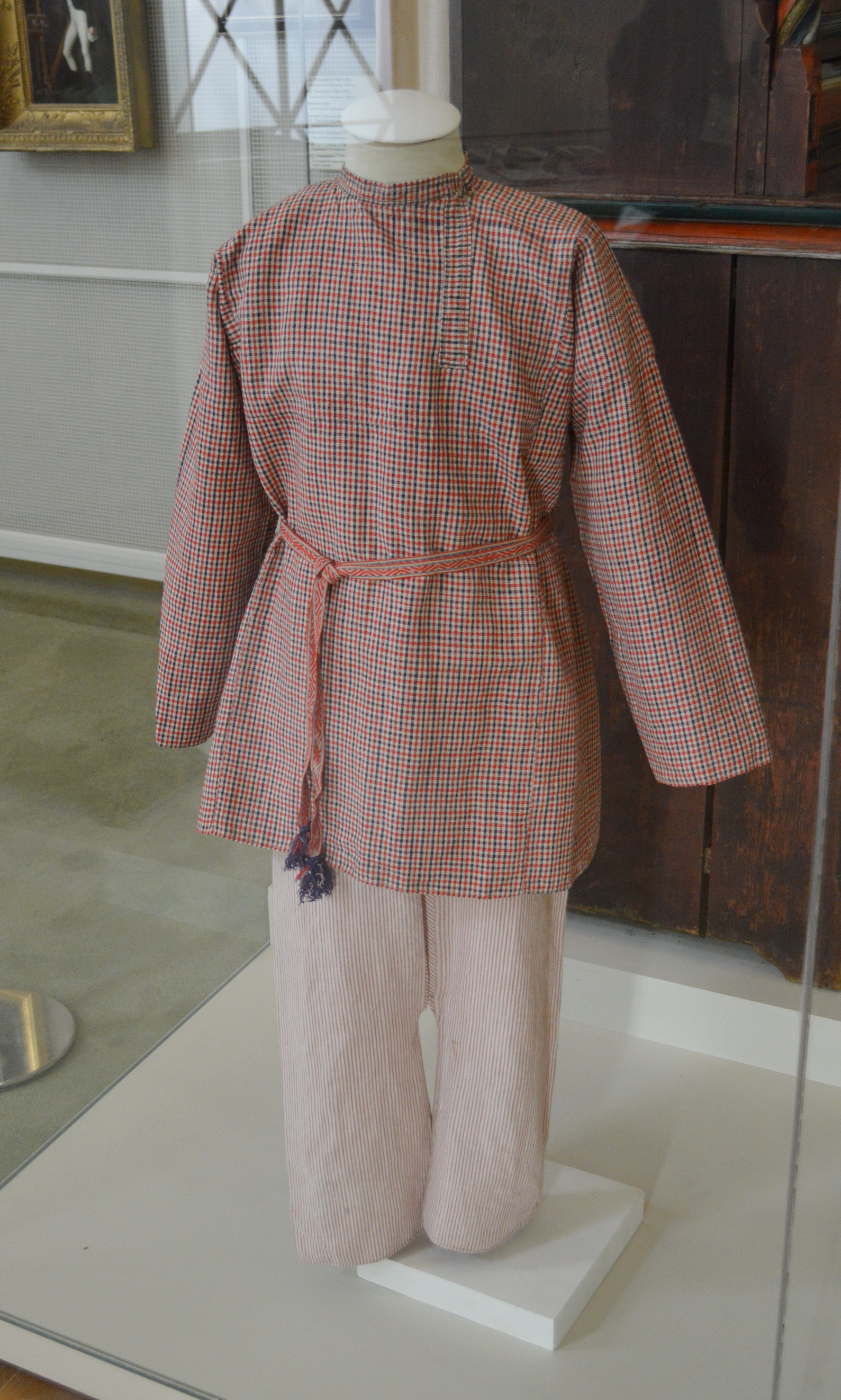
Костюм мальчика, XIX век, из собрания Московского исторического музея
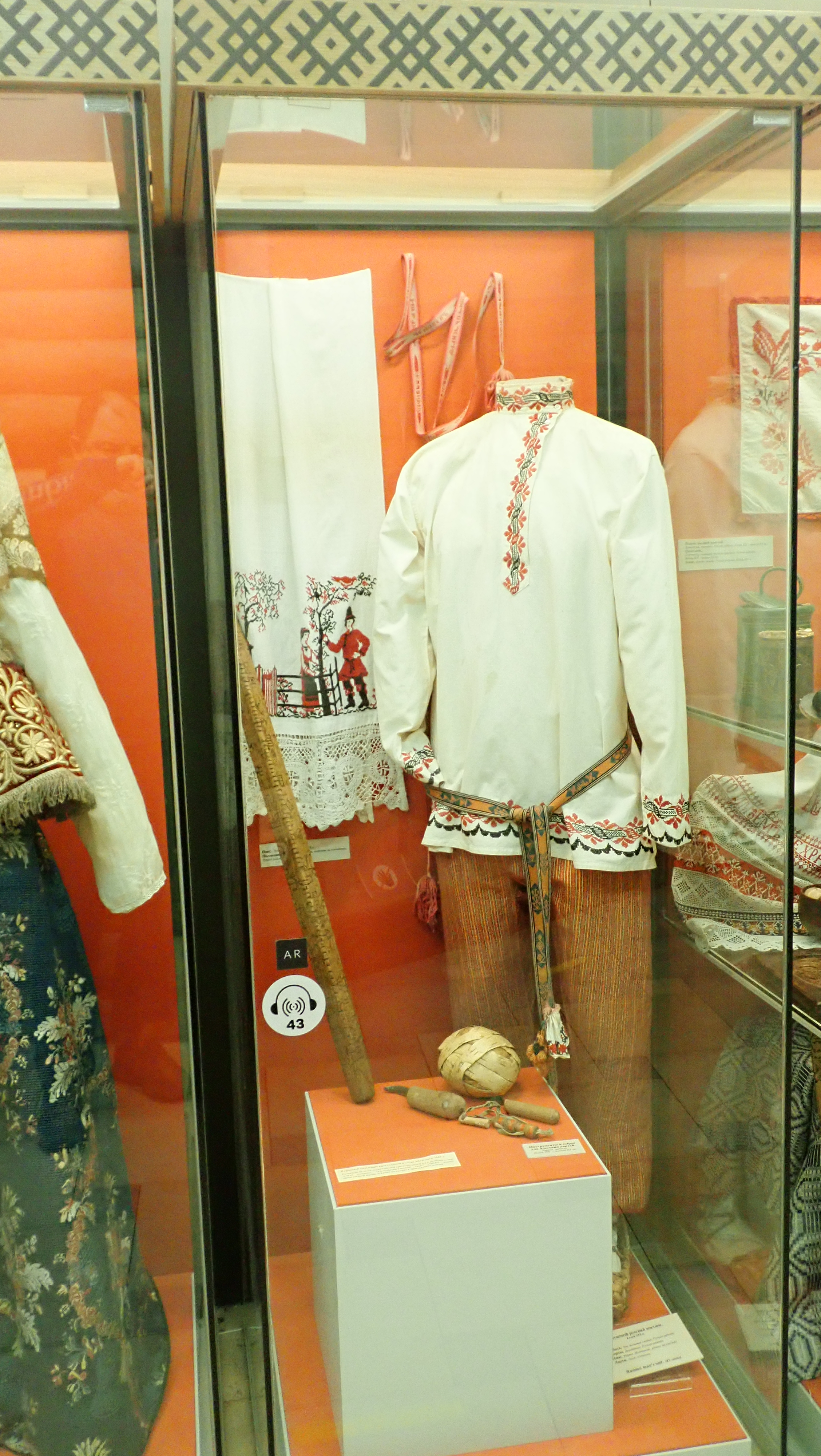
Рубаха, экспозиция выставки «На одной земле, под одним небом» Музея истории и археологии Урала в Екатеринбурге
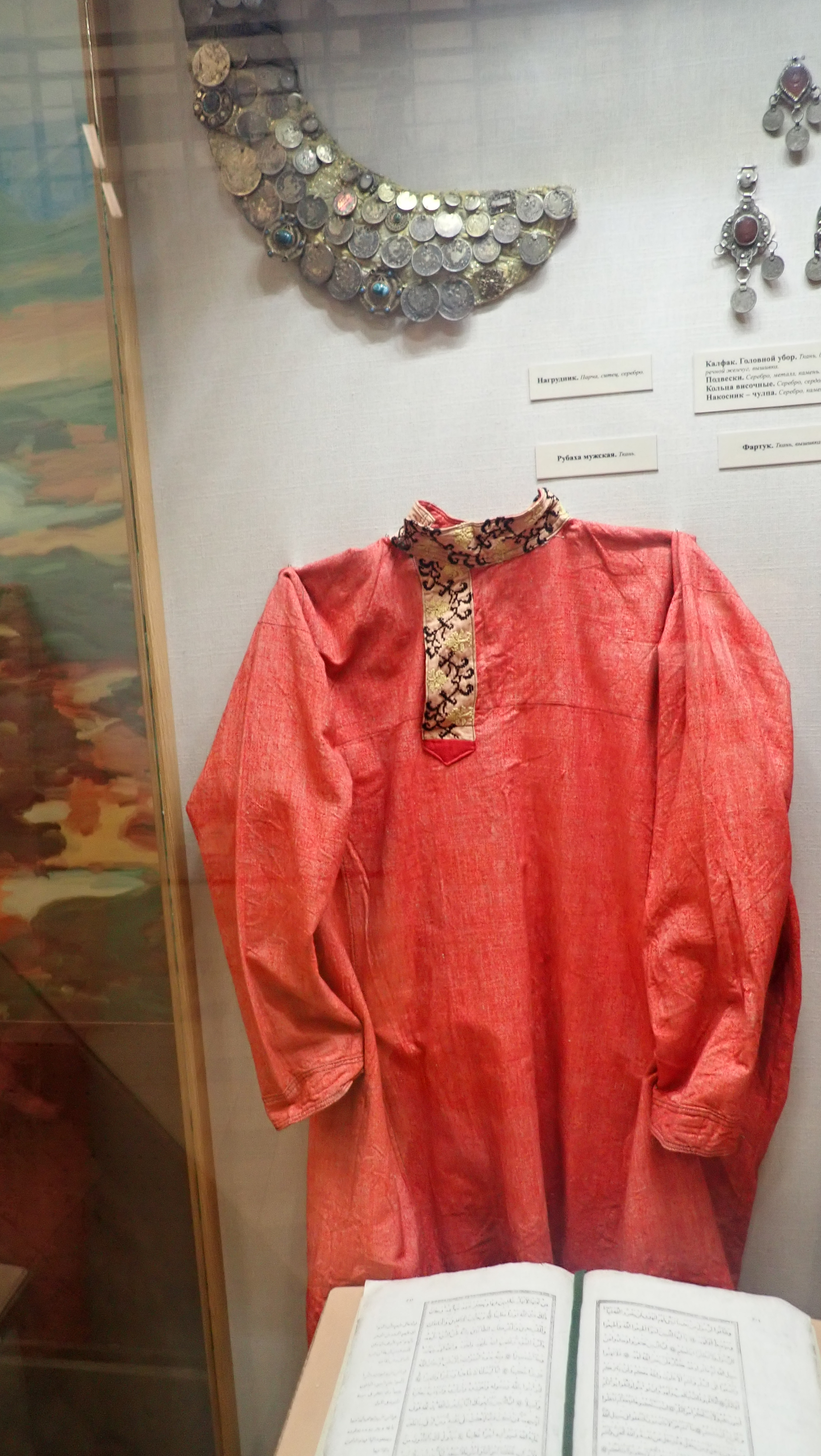
Другая рубаха из экспозиции той же выставки
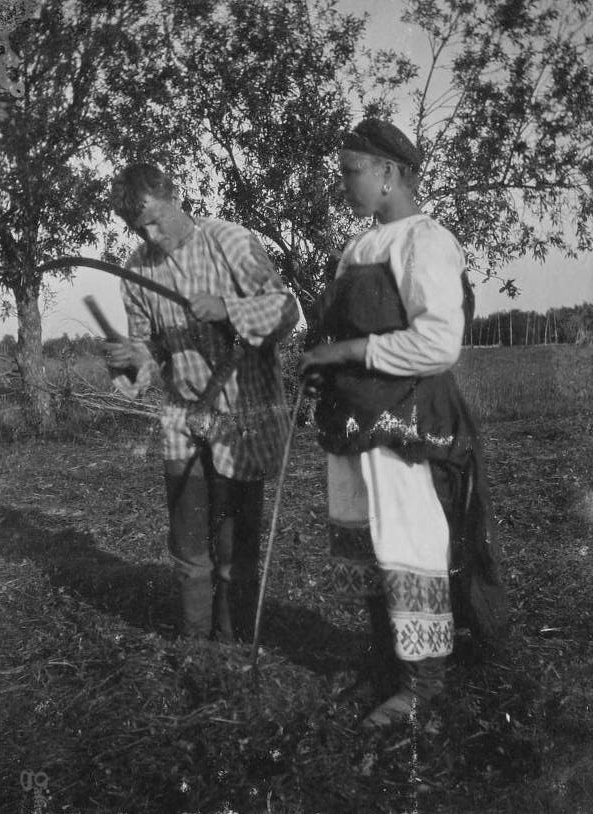
Пара из Архангельской губернии, мужчина в рубахе из пестряди. Фотография из фотоальбома Николая Шабунина «Путешествие на Север», 1906 г.
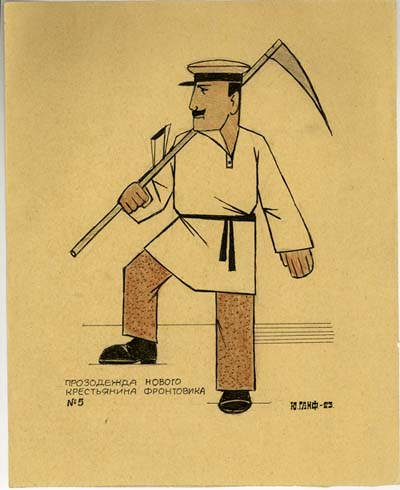
Проект одежды крестьянина за авторством Юлия Ганфа, 1923 г.
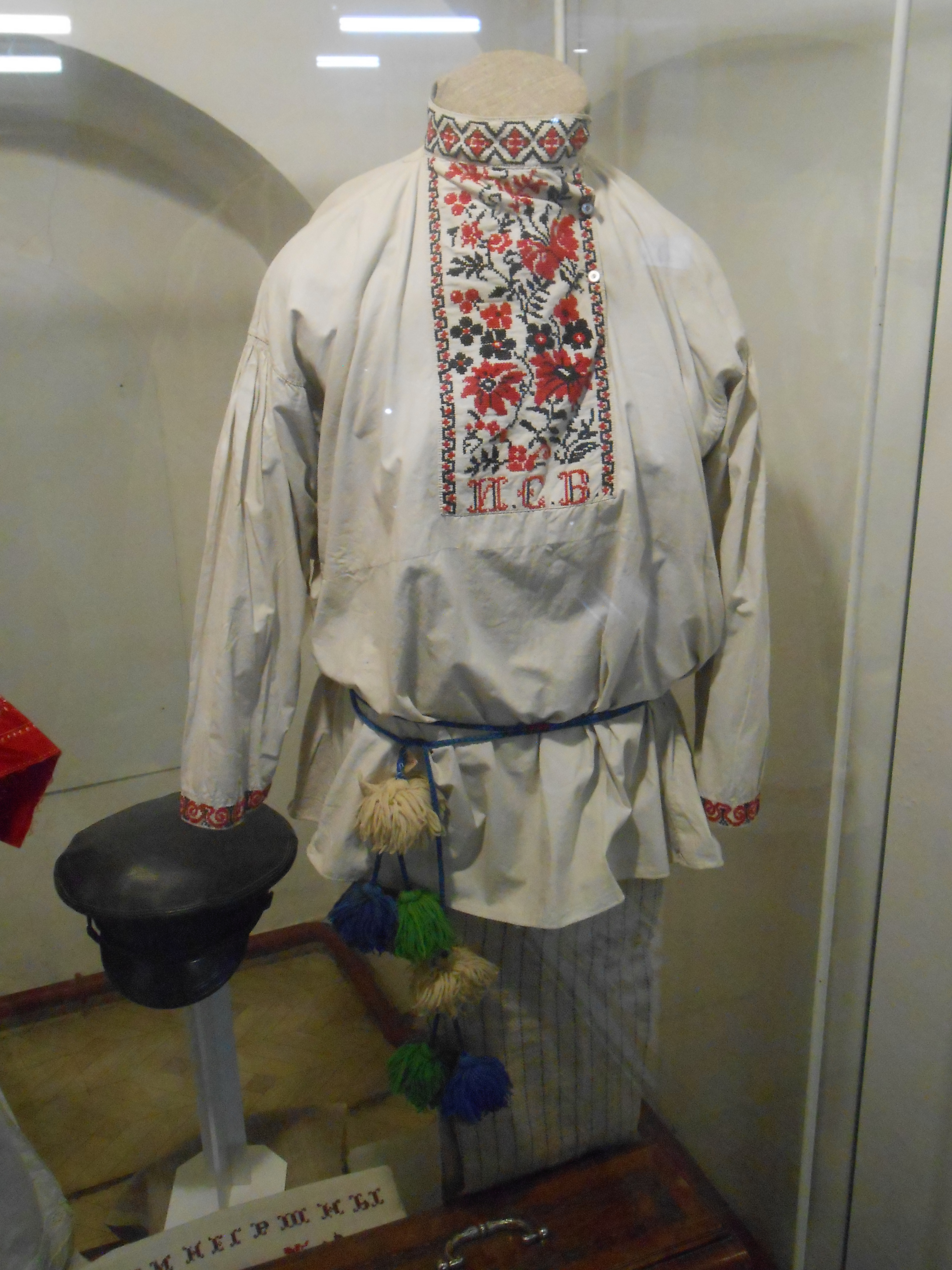
Косоворотка, экспонат музея «Смоленский лён»
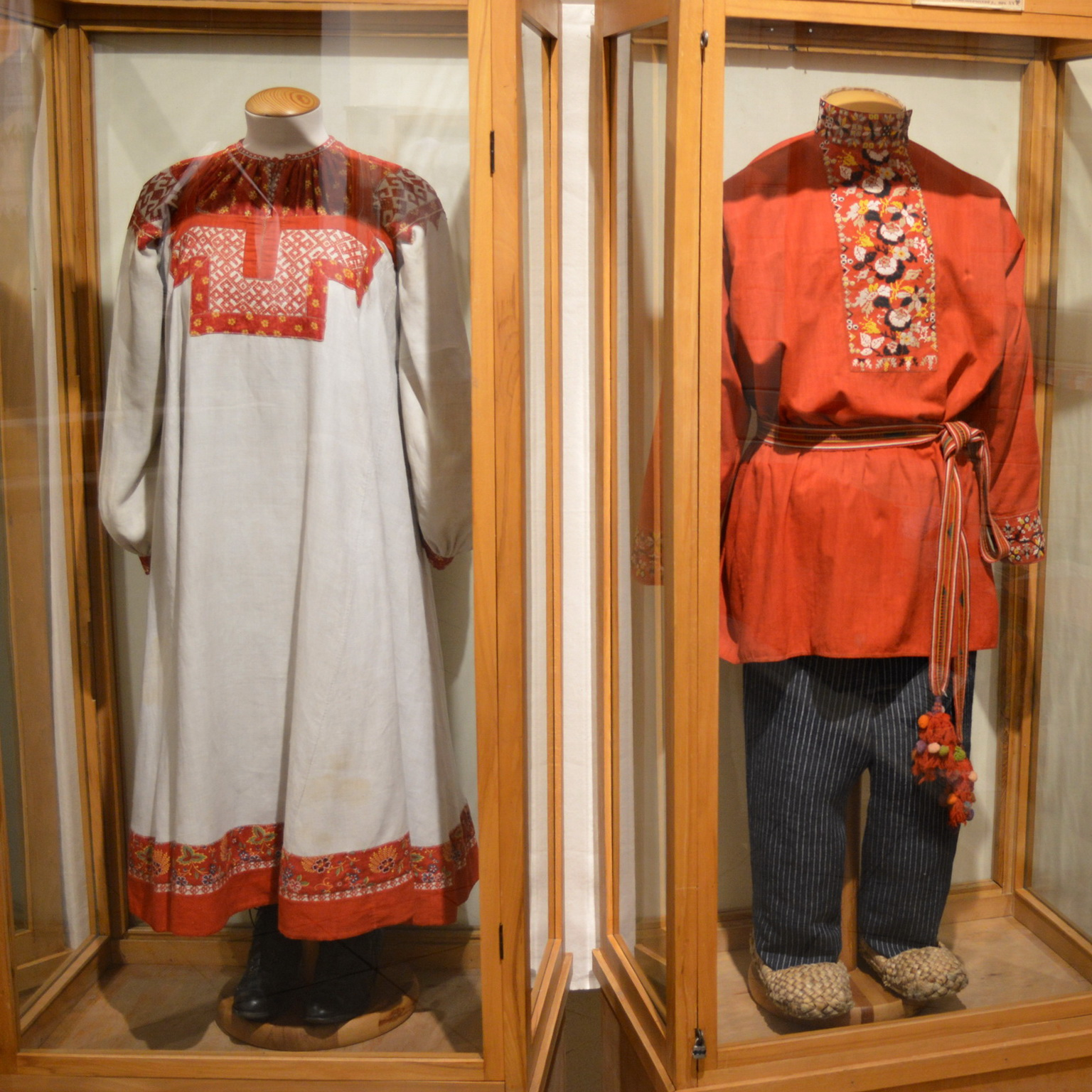
Русский народный костюм в экспозиции музея Сергиева Посада, справа — мужской праздничный костюм Котельнического уезда Вятской губернии начала XX века
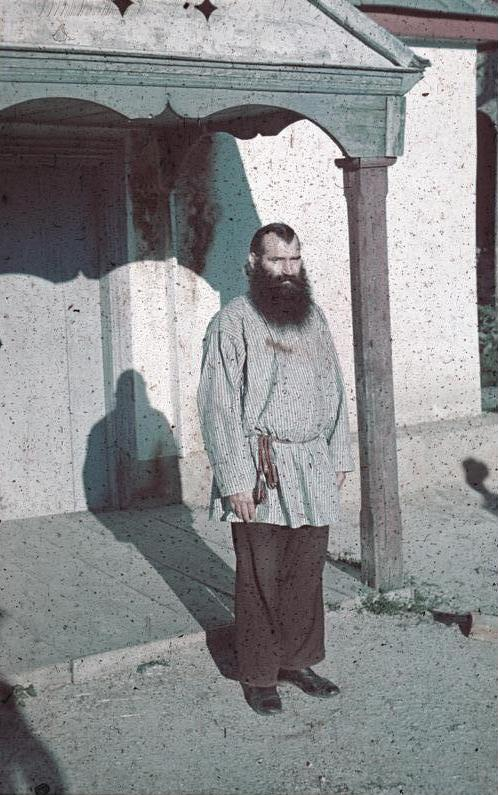
Липованин у церкви, Румыния, 1941 год
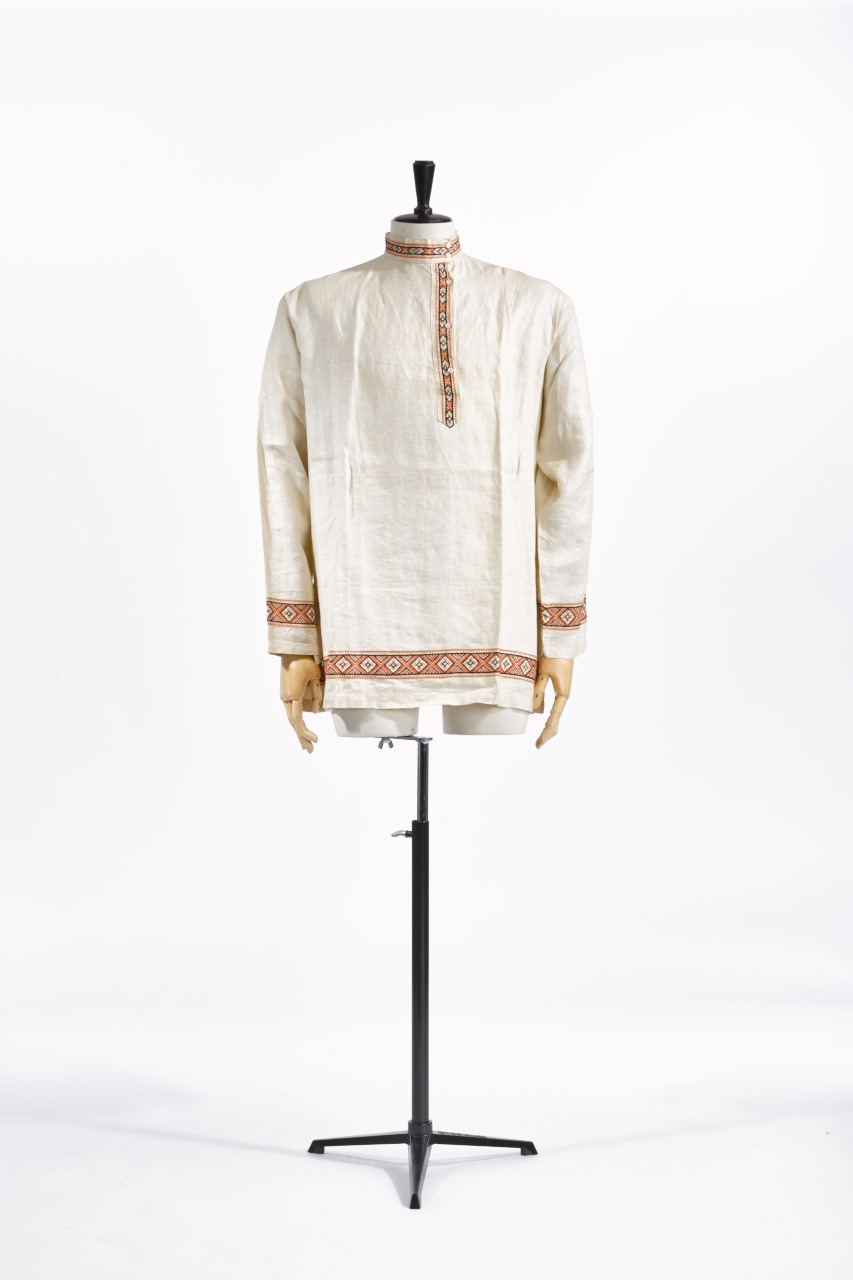
Косоворотка из коллекции антверпенского музея моды
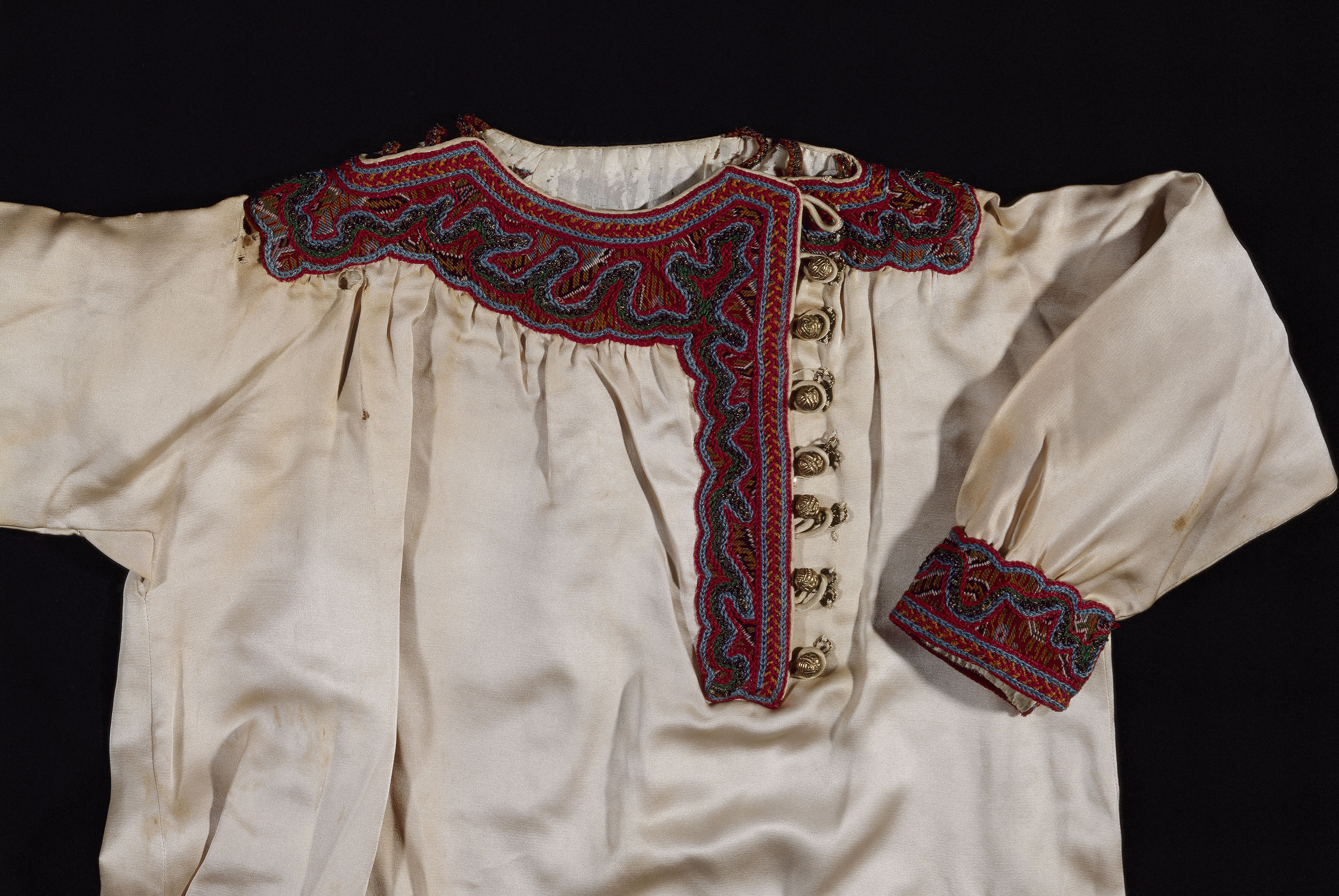
Стилизованная авторская косоворотка (дизайн — Жанна Ланвен), 1912-1913 гг.
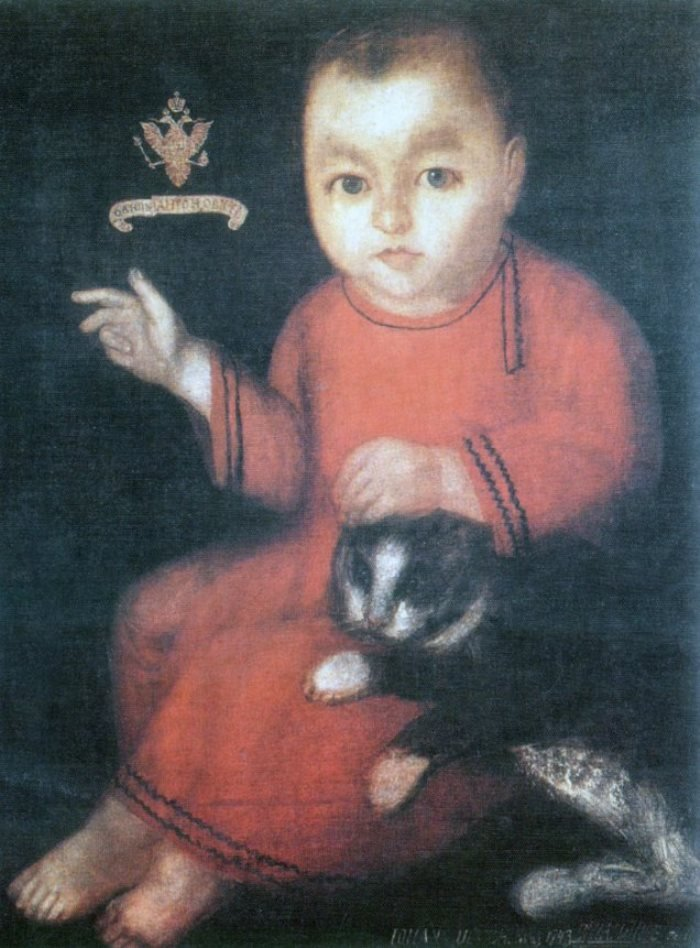
Портрет Иоанна Антоновича в красной косоворотке, ок. 1740-1741 гг.
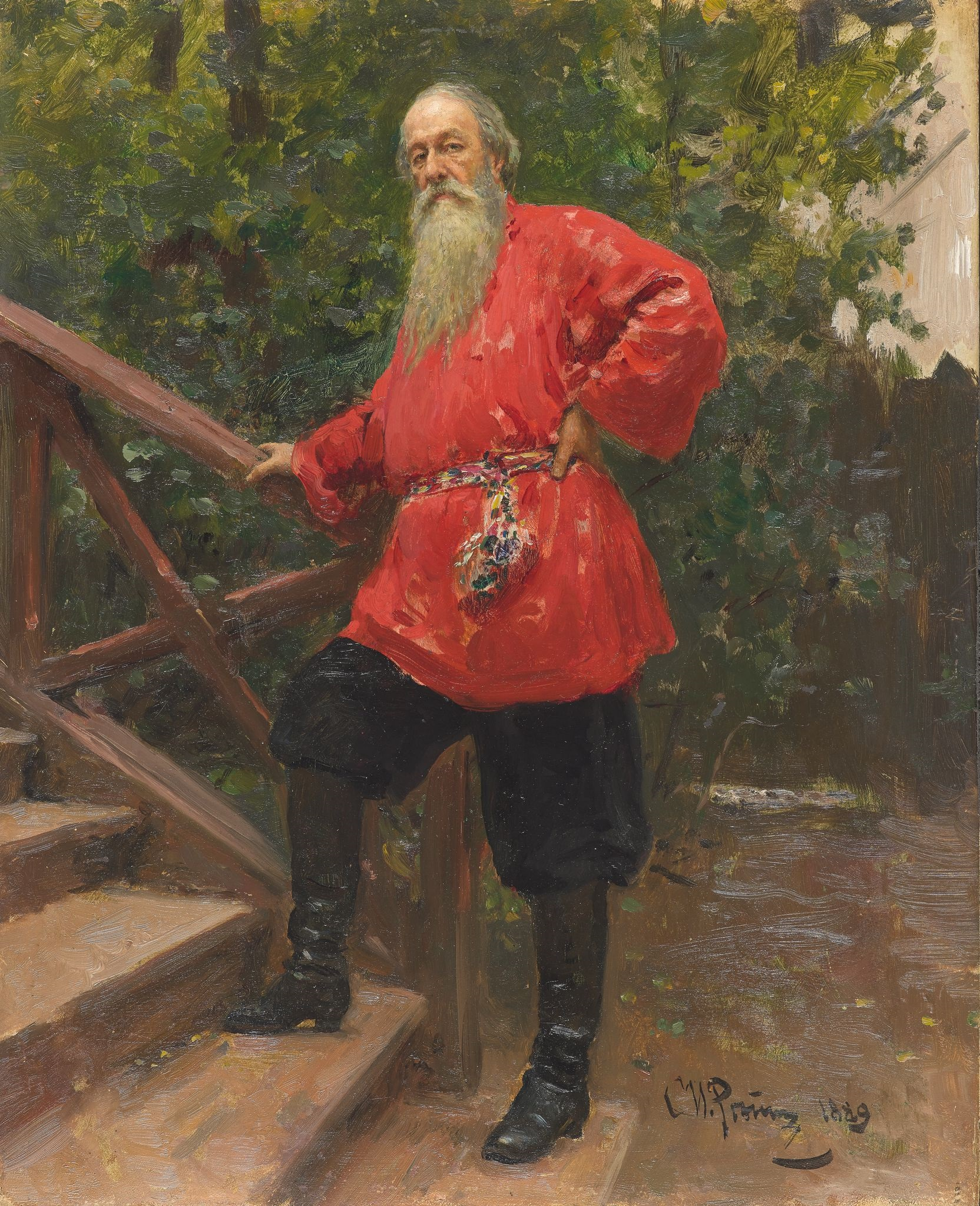
Портрет критика Владимира Стасова в косоворотке кисти Ильи Репина, 1889 г.